# النسر والرأس ذو العمامة
النسر والرأس ذو العمامة، والمعروف أيضًا باسم النسر ذو الصدر المغطى، قطعة ذهبية بقيمة عشرة دولارات، أو نسر، سُكت بواسطة دار سك العملة الأمريكية من عام 1795 إلى عام 1804. صُممت هذه القطعة على يد روبرت سكوت، وكانت الأولى في سلسلة النسر، استمرت حتى توقف دار سك العُملة عن سك العملات الذهبية للتداول في عام 1933. الاسم الشائع هو تسمية خاطئة؛ حيث لا ترتدي ليبرتي عمامة بل قبعة، ويعتقد البعض أنها قبعة أو قبعة فريجية (قبعة الحرية): شعرها الملتوي حول غطاء الرأس يجعله يشبه العمامة.
النسر هو أكبر فئة معتمدة بموجب قانون دار سك العملة لعام 1792، والذي أنشأ مكتب دار سك العملة. لم تُسك حتى عام 1795، حيث سكت دار سك العملة في البداية العملات النحاسية والفضية. كان من المفترض في البداية أن يكون عدد النجوم على الوجه مساويًا لعدد الولايات في الاتحاد، ولكن مع وجود الرقم 16، تخلى عن هذه الفكرة لصالح استخدام 13 نجمة تكريمًا للولايات الأصلية. ثبت أن الوجه الخلفي الأولي، الذي يظهر نسرًا يحمل إكليلًا في فمه، غير مرغوب فيه واستبدل بنسر شعار النبالة.
أدى ارتفاع أسعار الذهب إلى جعل صهر العملات المعدنية للحصول على محتواها من المعدن الثمين أمراً مربحاً، وفي عام 1804، أنهى الرئيس توماس جيفرسون سك العملة المعدنية من فئة النسور؛ ولم تُسك هذه الفئة مرة أخرى للتداول لمدة تزيد على ثلاثين عاماً. سُك أربعة نسور مؤرخة بعام 1804 في عام 1834 لتضمينها في مجموعات من العملات الأمريكية التي ستُقدم إلى الملوك الأجانب. تختلف هذه العملات المعدنية "Plain 4" الصادرة عام 1804 عن العملات المعدنية التي سُكت بالفعل عام 1804 في طريقة تصميم الرقم "4" في التأريخ، وهي من بين العُملات المعدنية الأكثر قيمة في الولايات المتحدة.

## بداية
في عام 1791، أصدر الكونغرس قرارًا يسمح للرئيس جورج واشنطن بإنشاء دار سك العملة. بعد أن شعر الرئيس واشنطن بأن القرار غير كافٍ، طلب من المشرعين إقرار قانون شامل يحكم المنشأة الجديدة. كانت النتيجة هي قانون سك العملة لعام 1792، الذي حدد مواصفات العُملات المعدنية الأمريكية الجديدة، كانت أعلى فئة هي النسر، أو القطعة النقدية بقيمة عشرة دولارات.
تبع إقرار قانون دار سك العملة إنشاء دار سك العُملة في فيلادلفيا، التي كانت تضرب بحلول عام 1793 سنتات ونصف سنت. تأخرت عملية سك العملات المعدنية الثمينة؛ اشترط الكونغرس أن يقوم كل من الخبير وكبير صاغة العملات بدفع سند ضمان بقيمة 10 آلاف دولار، وهو مبلغ ضخم في تلك الأيام. في عام 1794، خفض الكونغرس قيمة سند رئيس سك العملة إلى 5000 دولار، وسند رئيس التقييم إلى 1000 دولار، تمكن المعّينون من قِبل الرئيس واشنطن في هذه المناصب من التأهل وتولي المنصب. بدأ سك العُملة الفضية في ذلك العام.
أجريت أول عملية سك للذهب في شكل عملات معدنية في دار سك العملة في فبراير/شباط 1795، بواسطة موسى براون من بوسطن. حوالي شهر مايو/أيار عام 1795، كلف أول مدير لدار سك العملة، ديفيد ريتنهاوس، النقاش روبرت سكوت بمهمة تحضير القوالب لإصدار عملات ذهبية. استقال ريتنهاوس في يونيو/حزيران، قبل أن يصل العمل إلى مرحلة الإثمار، استبدل بهنري دي سوسور. تولى المدير الجديد منصبه في 9 يوليو/تموز 1795، وسعى جاهداً لإكمال مشروع العملة الذهبية بسرعة كبيرة. أعلن دي سوسور أن دار سك العملة ستضرب قطعًا ذهبية، وهي الأولى من نوعها في الدولة الجديدة؛ سُك النصف الأول من النسور (قطع نقدية بقيمة خمسة دولارات) بعد 22 يومًا. أُعدت قوالب لعملة النسر، على الأرجح بواسطة سكوت وموظف دار سك العملة القديم آدم إيكفيلدت.

## تصميم
إن التصاميم الثلاثة لنسر ورأس ذو العمامة- الوجه والوجهان الخلفيان - كلها من تصميم سكوت. إنها متطابقة مع التصميمات المستخدمة على العملات الفضية والذهبية الأخرى في تلك الفترة- لم تضع دار سك العملة فئات على القطع الذهبية بعد. أصل وجه العملة الاسكتلندية غير مؤكد. يشير مؤرخ الفن كورنيليوس فيرمول إلى وجود تشابه بين تصوير سكوت للحرية على النسر والصورة الموجودة على نصف الديسمة لعام 1792 (التي يعتبرها البعض أول عملة فيدرالية)، ويتكهن بأن الإلهام النهائي ربما كان مارثا واشنطن، زوجة الرئيس. يزعم أيضًا أن التمثال النصفي يجب أن يكون مغطى فقط إذا كان المقصود منه أن يكون جزءًا من تمثال: "لقد فُهمت الكلاسيكية اليونانية الرومانية بشكل خاطئ هنا". يعتقد مؤرخ العملات والتر برين أن سكوت ربما "نسخ بعض النقوش المعاصرة غير المحددة لنسخة رومانية من إلهة هيلينستية، غَير الشعر، إضافة الستائر وقبعة ناعمة كبيرة الحجم". يرفض برين ادعاء فيرمول بأن الغطاء هو قبعة، والقبعة التي تُمنح للعبيد المحررين كرمز لحريتهم. دعمًا لحجته، أعاد إنتاج رسالة من عام 1825 من مدير دار سك العملة آنذاك صامويل مور، التي تنص على أن الغطاء الموجود على العملات الذهبية "لم يكن غطاء الحرية في الشكل، ولكنه ربما كان متوافقًا مع الزي العصري في ذلك اليوم". يزعم مؤلف علم العملات ديفيد لانج أن غطاء الرأس هو قبعة غوغائية، التي كانت رائجة في ذلك الوقت.
يظهر الوجه الخلفي الذي ظهر على النسر من عام 1795 إلى منتصف عام 1797 نسرًا يحمل إكليل النصر، واقفًا على فرع ومحاطًا باسم الأمة. يزعم فيرمول أن مظهر الطائر "من الصعب وصفه" لكنه "يتمتع بشخصية صحية وسحر ريفي تقريبًا". يقترح برين أن الفرع من شجرة نخيل، وأن هذا تكريمًا لـ دي سوسور، وهو من سكان كارولينا الجنوبية. يحمل الوجه الخلفي للعملة المعدنية التي سُكت في عام 1797 صورة نسر شعاري مستوحى من الختم العظيم للولايات المتحدة. يشير برين إلى ما يعتبره خطأً فادحًا من جانب سكوت: الطائر يحمل السهام وغصن زيتون، لكنه يحمل السهام في مخلبه الأيمن المهيمن، مما يرمز إلى تفضيل الحرب على السلام.

## إنتاج

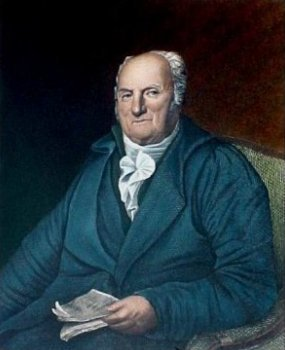
طلب مدير دار سك العملة إلياس بودينوت من النقاش سكوت إعادة تصميم الجانب الخلفي من النسر الذي يحمل رأس العمامة.

بدأ سك العملات المعدنية التي تحمل صورة النسور بعد فترة وجيزة من بدء إنتاج نصف النسور، على الرغم من أن التأريخ الدقيق غير مؤكد. يعتقد أن المجموعة الأولى المنتجة ضُربت في شهري أغسطس وسبتمبر من عام 1795؛ وطُرح 1097 نسرًا للتداول في 22 سبتمبر/أيلول. دُفع أربعمائة من هذه العملات على الفور إلى بنك بنسلفانيا، الذي أودع الذهب في دار سك العملة من أجل صك النسور. خُصصت قطعة واحدة لمجموعة العملات المعدنية الخاصة بالدار بواسطة إيكفيلدت.
يعتقد مؤلف علم العملات دين ألبانيز أن الأسطورة التي تقول إن واشنطن قَدم الذهب لأول 400 نسر غير محتملة؛ إذ إن الاحتفاظ بعملة معدنية بقيمة 4000 دولار كان من شأنه أن يربط معظم رأس مال واشنطن بأموال غير منتجة. يقترح ألبانيز نظرًا لوجود العديد من النسور التي تعود إلى عام 1795 والتي عُثر عليها بدون أي تآكل، فقد يكون واشنطن طلب من الحكومة شراء قطع منها لإهدائها لكبار الشخصيات. بحسب بعض التقارير، قُدم نسر واحد إلى واشنطن، على الرغم من أنه من غير المؤكد ما إذا كان من هذه العملة الأولى أم لا.
في عام 1790، كان إنتاج قوالب العملات المعدنية صعبًا، مكلفًا، ويستغرق وقتًا طويلاً. لم يكن من الممكن بعد إعادة إنتاج مثل هذه القوالب ميكانيكيًا؛ وبالتالي، يمكن التمييز بين العملات المعدنية التي تُسك في نفس العام من قوالب مختلفة. غالبًا ما كانت القوالب التي لا تزال قيد الاستخدام في نهاية العام تشهد استمرار الاستخدام، وفي بعض الأحيان مع إعادة نقش التاريخ. تنعكس هذه القوالب المختلفة في أصناف مهمة اليوم: بعض النسور التي يعود تاريخها إلى عام 1795 تحتوي على 13 ورقة على فرع النخيل، البعض الآخر يحتوي على تسعة أوراق فقط.
توقف سك العملة المعدنية النسور في أواخر عام 1795 بسبب وفاة كبير المحللين في دار سك العملة الأمريكية، ألبون كوكس. في ذلك الوقت، تستخدم دار سك العملة مكابس لولبية غير آلية لضرب العملات المعدنية: وضرب مثل هذه العملات المعدنية الضخمة باستخدام قوة العضلات أمرًا صعبًا، كما أن عددًا قليلًا من النسور ذات رؤوس العمامة تُظهر التصميم الكامل بقوة. في نهاية عام 1795، كان لدى دار السك 176 من النسور في متناول اليد؛ استؤنفت عملية سك العُملة (باستخدام قوالب مؤرخة عام 1795) في أواخر مارس/أذار 1796، بعد صرف معظم المخزون الموجود في متناول اليد.
وبما أن نصف النسر كان يقارب حجم عدد من العملات الذهبية الأجنبية، مثل الغينيا البريطانية، ولويس دور الفرنسية، فقوبل بسهولة في التجارة الدولية وكان له قيمة مناسبة للعديد من المعاملات التجارية. يعتقد أن ديسوسير هو الذي ضرب نصف النسور أولاً لهذا السبب، بعد التشاور مع مسؤولي البنك. يفتقر النسر إلى مثل هذه المكافئات، وكانت قيمته مرتفعة للغاية بالنسبة للعديد من المعاملات، وسرعان ما أصبح غير مرغوب فيه.
يحمل النسور في الأصل 15 نجمة على الوجه الأمامي، تمثل الولايات الخمس عشرة اعتبارًا من عام 1795. مع قبول ولاية تينيسي كولاية في عام 1796، أُضيفت نجمة سادسة عشر إلى الوجه الأمامي. سُلم أول 1796 نسرًا بواسطة دار سك العملة في 2 يونيو، وهو اليوم التالي لانضمام تينيسي. ويشير برين إلى أنه نظرًا لأن وضع ولاية تينيسي كان غير مؤكد بسبب المعارضة في الكونغرس حتى وقت قصير قبل الاعتراف الفعلي بها، فمن المرجح أن النسور ذات النجوم الستة عشر لم تكن مستعدة حتى قبل أن تصبح ولاية في الأول من يونيو/حزيران. ومن المعروف أن عملات معدنية أخرى من عام 1796، بفئات أصغر، سُكت على فراغات مصقولة لتقديمها في إطار احتفالات الدولة؛ ومن المرجح أن النسور سُكت بهذه الطريقة أيضًا. مع إمكانية إضافة ولايات أخرى إلى الاتحاد في السنوات القادمة، قرر مسؤولو دار سك العملة أن يكون الوجه الأمامي للعملة يحمل 13 نجمة فقط، تمثل الولايات الأصلية للاتحاد. انخفض عدد عملات دار السك بسبب أوبئة الحمى الصفراء في فيلادلفيا في أعوام 1796، 1797، 1801، 1803؛ حيث ضربت عددًا أقل من النسور في تلك السنوات الأربع، مما أعطى الأولوية للعملات الأكثر شعبية.
لم يعجب الجمهور التصميم الأصلي للعملة الاسكتلندية، واعتبروا النسر المصور نحيفًا ولا يليق بأمة عظيمة مثل الولايات المتحدة التي تطمح إلى أن تكون. وطلب المدير الجديد للدار، إلياس بودينوت، من سكوت إعادة تصميم الوجه الخلفي للعملة. سُك ما يسمى بتصميم النسر الشعاري على ربع النسور في وقت مبكر من عام 1796، ولكن لم يظهر على النسر حتى العام التالي، مع الفئة الذهبية الأخرى، نصف النسر، التي تلتها في عام 1798. سُك التصميم الأولي (الذي أطلق عليه البعض اسم "النسر البسيط") بأعداد صغيرة نسبيًا، 13344 على مدار عمر التصميم الذي استمر ثلاث سنوات. أُعيد نقش بعض قوالب عام 1797 بالرقم 8 فوق الرقم 7 الأخير (المصنف على أنه 1798/7)، للسماح لها بتحمل سنة الإصدار؛ والعملات المعدنية التي ضُرب منها هي النسور الوحيدة المؤرخة بعام 1798. ومع ذلك، استُخدمت قوالب 1797 غير المعدلة حتى بعد قطع 1798/7؛ ويمكن إظهار ذلك لأن نفس القالب العكسي استخدم لكلا الإصدارين، وفي القطع المؤرخة بـ 1797، يظهر القالب العكسي تآكلًا أكبر. تحتوي جميع النسور الصادرة عام 1798 وما بعده على 13 نجمة فقط على الوجه الأمامي، ومع ذلك فإن بعض النسور الصادرة عامي 1798/7 تحتوي على تسعة نجوم على اليسار وأربعة على اليمين، بينما تحتوي نسور أخرى على سبعة نجوم على اليسار وستة على اليمين. سك 2000 قطعة فقط في عام 1798، ولكن في العام التالي ارتفع الطلب على النسر، وسك أكثر من 37000 قطعة.
حُسبت تركيبة المعادن الثمينة في العملات الأمريكية بحيث تكون قيمة الذهب خمسة عشر مرة للأونصة من قيمة الفضة. بحلول مطلع القرن التاسع عشر، ارتفع سعر الذهب مقارنة بالفضة إلى نحو 15.75 إلى واحد. هذا جعل من المربح للتجار شراء العملات الذهبية بقيمتها الاسمية باستخدام العملات الفضية، وتصدير الذهب إلى أوروبا. اختفى الذهب من التداول في الولايات المتحدة بحلول عام 1800. بحلول عام 1801، لم تودع أي سبائك تقريبًا في دار سك العملة، مما دفع إدارة جيفرسون إلى النظر في إغلاقها. كان النسر مرغوبًا بشكل خاص من قِبل المصدرين، حيث أن الحجم الأكبر والقيمة تجعل التعامل معه أكثر ملاءمة. على الرغم من أن دار سك العملة ظلت مفتوحة، إلا أنه في 31 ديسمبر/كانون الأول 1804، أمر الرئيس توماس جيفرسون بعدم سك النسور والدولارات الفضية بعد الآن، مما أنهى سلسلة نسور ورأس العمامة. يقترح تاجر العملات والمؤلف كيو ديفيد باورز أنه في حين بقيت غالبية النسور في الولايات المتحدة، صُدر ما يكفي منها لجعل استمرار سكها تمرينًا في العبث.
لم يُستأنف سك العملات المعدنية التي تحمل صورة النسور حتى عام 1838 (بعد أن قلل الكونغرس من محتوى الذهب في العملات الأمريكية، مما أدى إلى إزالة الحافز لتصديرها)، عندما سُك تصميم جديد بواسطة كريستيان جوبريشت.

## إصدارات 1804

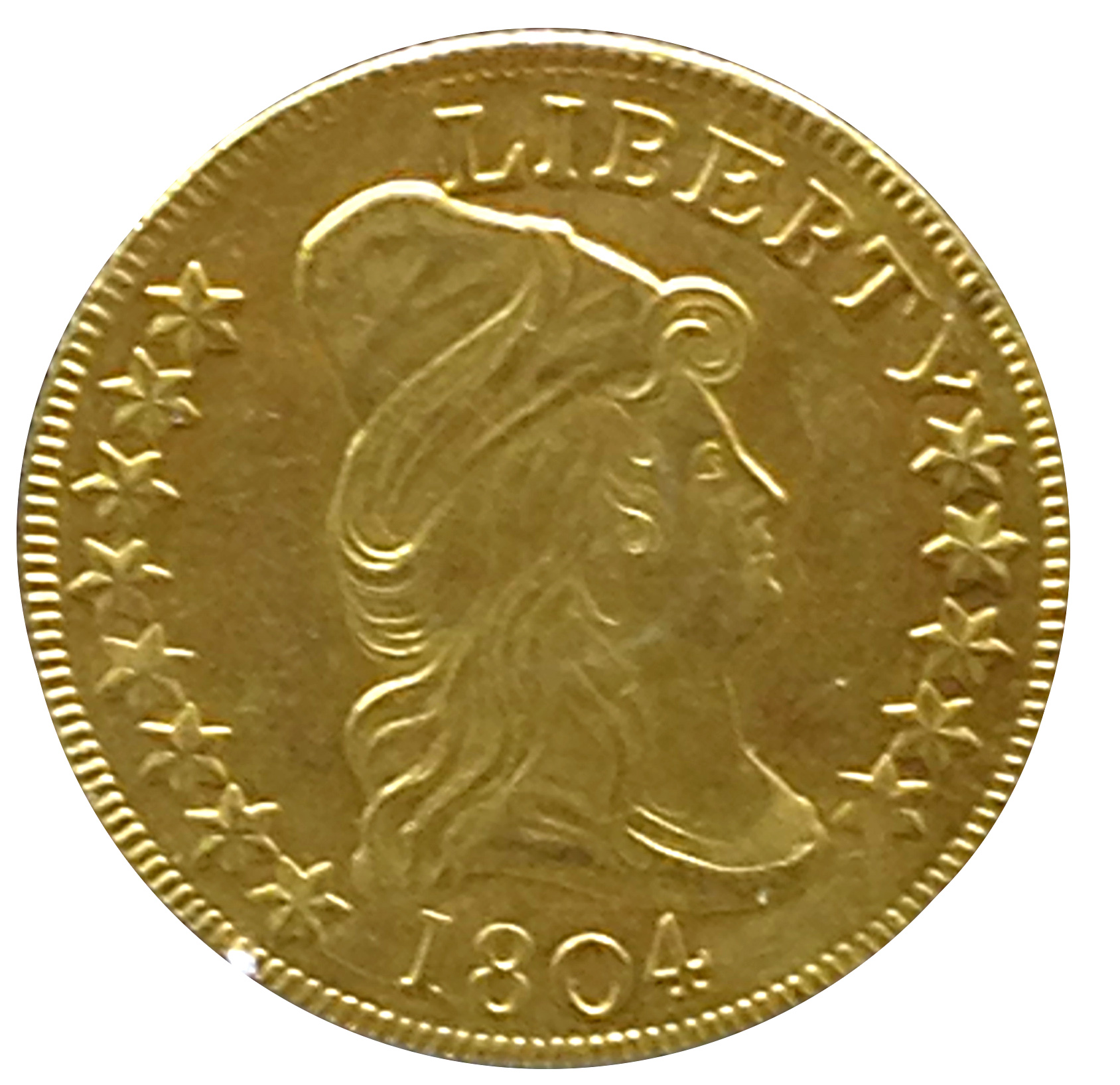
1804 كروسليت 4 نسر

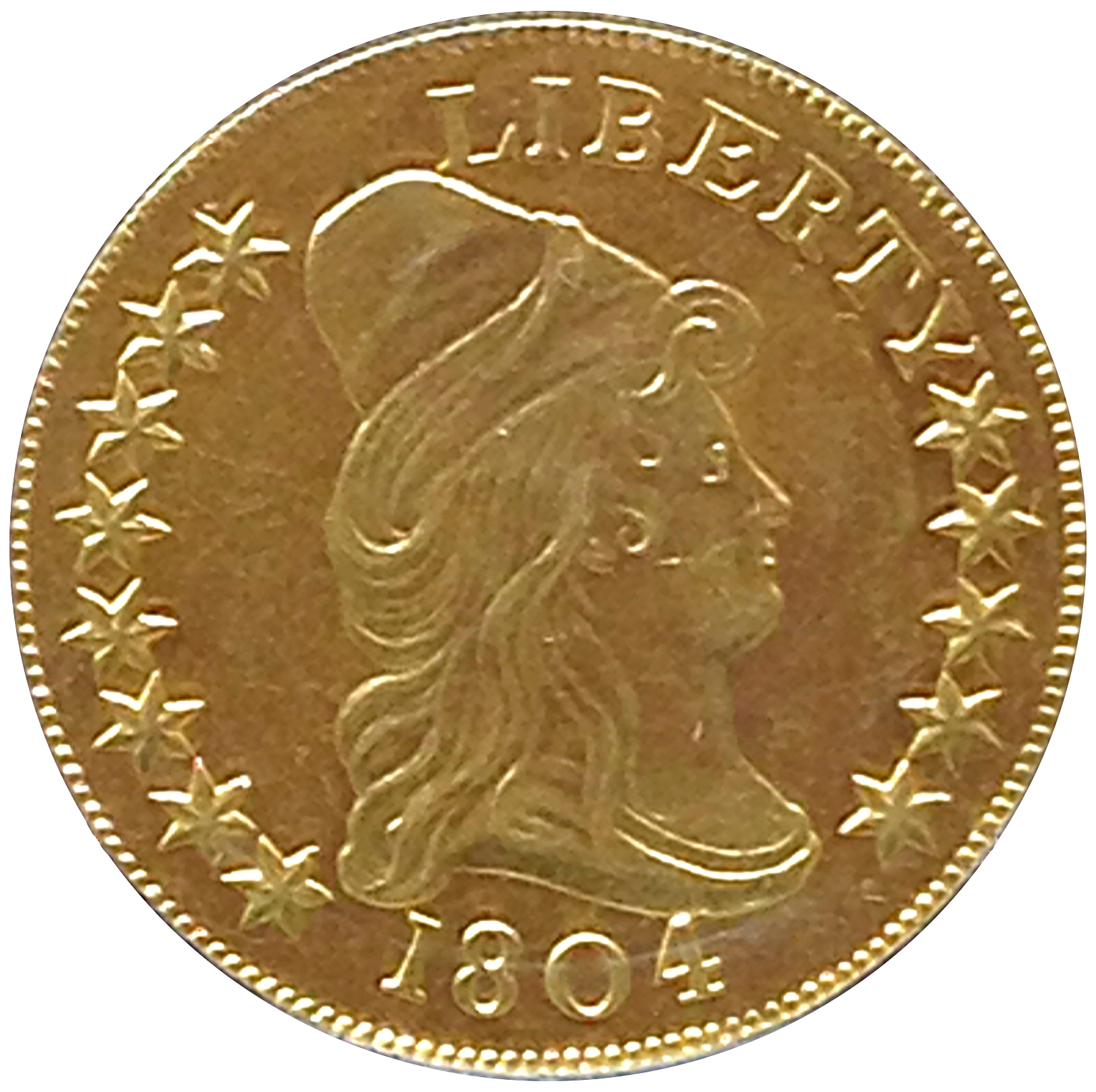
1804 Plain 4 eagle، الوحيد المعروض للعامة

على الرغم من أن دار سك العملة سكّت نسورًا مؤرخة بعام 1803 في عام 1804، سك ما مجموعه 3757 نسرًا مؤرخًا بعام 1804 في ذلك العام. هذه القطع، التي أطلق عليها اسم "Crosslet 4" (النسور البسيطة 4 لها نتوء قصير من ضربة الصليب للرقم 4 يمتد إلى يمين العمود، تحتوي Crosslet 4 على امتدادات رأسية قصيرة من ضربة الصليب في نهاية الإسقاط)، صُهرت على نطاق واسع في ذلك الوقت، والقليل منها المعروف اليوم قابل للتحصيل للغاية. يقدر آر إس ييومان، في "كتابه الأحمر" الذي يقيم العملات المعدنية الأمريكية المنشورة خلال عام 2012، قيمة عملة كروسليت 4 بمبلغ 125000 دولار أمريكي في حالة MS -63، ويصل إلى 55000 دولار أمريكي في حالة أكثر تداولًا وغير متداولة تقريبًا -50. بيع العديد من النسور ذات رؤوس العمامة التي لا تزال على قيد الحياة من قِبل وكلاء الصرف إلى تجار العملات أو هواة الجمع في عام 1850 وبعد ذلك عندما أصبحت الهواية أكثر شعبية واكتسبت القطع علاوة متواضعة على قيمتها عند ذوبانها.
في عام 1834، كانت حكومة الولايات المتحدة تنوي تقديم مجموعة من العملات المعدنية الأمريكية المتداولة في ذلك الوقت إلى أربعة حكام آسيويين أبرمت الولايات المتحدة معهم اتفاقيات أو كانت تأمل في التعامل معهم. لم يُسك الدولار الفضي أو النسر منذ عام 1804، ولكنهما كانا لا يزالان يعتبران عملات معدنية سارية. إن وضع تأريخ الضرب على القطع من شأنه أن يجعلها تبدو وكأنها تشكل انتهاكًا لحظر جيفرسون الذي ظل ساري المفعول. قرر مدير دار سك العملة مور سك دولارات تحمل تاريخ 1804، ونسورًا للمجموعات، وسك أربعة نسور من عام 1804. إنها تختلف عن القطع التي ضربت قبل ثلاثين عامًا، حيث تفتقر إلى صليب على الجانب الأيمن من العارضة في الرقم 4. قُدم اثنتين منها إلى سلطان مسقط، وملك سيام، قبل أن يموت الدبلوماسي المسؤول عن البعثة، إدموند روبرتس، بسبب المرض في ماكاو، وتخلي عن مهمته. أُرجعت المجموعتين المتبقيتين إلى الولايات المتحدة.

كُشف عن وجود القطع الأربع البسيطة في عام 1869، عندما أُعيد إنتاج واحدة منها في المجلة الأمريكية لعلم العملات. في البداية لم يتعرف على أهمية وتأريخ هذه القطع، ولم يثير الكشف عنها أي إثارة خاصة. ولكن من غير المعروف كيف وزعت القطع التي أعيدت إلى السلطات الأميركية. بيعت المجموعة المقدمة لملك سيام في مزاد علني من قِبل أحفاد آنا ليونوينز، التي عملت كمعلمة لأطفال الملك مونغكوت من سيام في عام 1860، على الرغم من أن كيفية وصولها إلى حوزتها غير مؤكدة. اليوم، ثلاث من هذه القطع موجودة في مجموعات خاصة، والقطعة الرابعة موجودة في مجموعة هاري دبليو باس جونيور، المعروضة في متحف الأموال التابع للجمعية الأمريكية لعلم العملات في كولورادو سبرينجز، كولورادو. بيعت مجموعة سيام مؤخرًا مقابل 8.5 مليون دولار. من خلال خبرته التي اكتسبها على مدار سنوات عديدة باعتباره تاجر عملات، يعتقد ألبانيز أن النسر الموجود في هذه المجموعة ليس هو النسر الأصلي، بل هو أحد النسور الأربعة من طراز Plain 4 التي يعود تاريخها إلى عام 1804، التي شريت لاستبدال النسر الذي بيع لهواة الجمع.

## ملحوظات
1. ↑  Albanese 2009، صفحات 54–55.
2. ↑  Hobson 1971، صفحة 113.
3. ↑  Lange 2006، صفحات 25–26.
4. 1 2  Albanese 2009، صفحة 61.
5. 1 2 3  Breen 1988، صفحة 512.
6. 1 2 3 4  Albanese 2009، صفحات 57–59.
7. 1 2 3 4 5 6 7  Breen 1967.
8. ↑  Albanese 2009، صفحات 60–61.
9. 1 2 3  Vermeule 1971، صفحة 35.
10. ↑  Breen 1988، صفحات 518–519.
11. ↑  Lange 2006، صفحة 18.
12. 1 2  Breen 1988، صفحة 544.
13. ↑  Breen 1988، صفحة 545.
14. ↑  Albanese 2009، صفحات 63–64.
15. 1 2  Guth & Garrett 2005، صفحة 135.
16. 1 2  Hobson 1971، صفحات 113, 115.
17. ↑  Albanese 2009، صفحات 62–63.
18. ↑  Bowers 2001، صفحات 310–314.
19. ↑  Garrett & Guth 2008، صفحات 317–318.
20. ↑  Guth & Garrett 2005، صفحة 136.
21. ↑  Hobson 1971، صفحة 115.
22. ↑  Lange 2006، صفحة 41.
23. ↑  Breen 1988، صفحة 546.
24. ↑  Bowers 2001، صفحة 298.
25. ↑  Yeoman 2012، صفحة 312.
26. ↑  Hobson 1971، صفحة 116.
27. ↑  Garrett & Guth 2008، صفحة 320.
28. ↑  Yeoman 2012، صفحة 311.
29. ↑  Bowers 2001، صفحة 208.
30. ↑  Albanese 2009، صفحات 134–138.
31. ↑  Albanese 2009، صفحات 144–145.
32. ↑  Albanese 2009، صفحات 150–153.

فهرس
- Albanese، Dean (2009). King of Eagles: The Most Remarkable Coin Ever Produced by the U.S. Mint. New York, N.Y.: Harris Media. ISBN:978-0-9799475-2-0.
- Bowers، Q. David (2001). The Harry W. Bass, Jr. Museum Sylloge. Dallas, Tex.: Harry W. Bass, Jr. Foundation. ISBN:0-943161-88-6.
- Breen، Walter (25 سبتمبر 1967). "United States Eagles 1795–1933". Numismatic Scrapbook Magazine: 1723–1729.
- Breen، Walter (1988). Walter Breen's Complete Encyclopedia of U.S. and Colonial Coins. New York, N.Y.: Doubleday. ISBN:978-0-385-14207-6.
- Garrett، Jeff؛ Guth، Ron (2008). Encyclopedia of U.S. Gold Coins, 1795–1933 (ط. second). Atlanta, GA.: Whitman Publishing. ISBN:978-0-7948-2254-5.
- Guth، Ron؛ Garrett، Jeff (2005). United States Coinage: A Study by Type. Atlanta, GA.: Whitman Publishing. ISBN:978-0-7948-1782-4.
- Hobson، Burton (1971). Historic Gold Coins of the World. Garden City, N.Y.: Doubleday and Co. ISBN:978-0-385-08137-5.
- Lange، David W. (2006). History of the United States Mint and its Coinage. Atlanta, GA.: Whitman Publishing. ISBN:978-0-7948-1972-9.
- Vermeule، Cornelius (1971). Numismatic Art in America. Cambridge, MA.: The Belknap Press of Harvard University Press. ISBN:978-0-674-62840-3.
- Yeoman، R.S. (2012). دليل العملات المعدنية الأمريكية, Professional Edition (ط. 4th). Atlanta, GA.: Whitman Publishing. ISBN:978-0-7948-3736-5.